# 510 Mabella
510 Mabella eller 1903 LT är en asteroid i huvudbältet, som upptäcktes den 20 maj 1903 av den amerikanske astronomen Raymond Smith Dugan vid observatoriet i Heidelberg. Den är uppkallad efter den amerikanska författaren Mabel Loomis Todd.
Asteroiden har en diameter på ungefär 60 kilometer.